# Sikträsktjärnen
Sikträsktjärnen är en sjö i Lycksele kommun i Lappland och ingår i Umeälvens huvudavrinningsområde. Sjön har en area på 0,279 kvadratkilometer och ligger 264,2 meter över havet.

## Delavrinningsområde
Sikträsktjärnen ingår i det delavrinningsområde (718751-163184) som SMHI kallar för Utloppet av Sikträsket. Medelhöjden är 284 meter över havet och ytan är 12,91 kvadratkilometer. Räknas de 4 avrinningsområdena uppströms in blir den ackumulerade arean 42,74 kvadratkilometer. Sikträskbäcken som avvattnar avrinningsområdet har biflödesordning 3, vilket innebär att vattnet flödar genom totalt 3 vattendrag innan det når havet efter 170 kilometer. Avrinningsområdet består mestadels av skog (73 procent). Avrinningsområdet har 3,08 kvadratkilometer vattenytor vilket ger det en sjöprocent på 23,9 procent.